# Iniciativa del Poble Valencià
Iniciativa del Poble Valencià (IdPV; «Iniciativa del Pueblo Valenciano»), también conocido simplemente como Iniciativa, es un partido político español de ámbito valenciano de izquierda creado en 2007. Es uno de los partidos que integra la coalición Compromís:Més-Iniciativa-VerdsEquo.
Iniciativa tiene su origen en Esquerra i País, una corriente interna de Esquerra Unida del País Valencià (EUPV) —la sección de Izquierda Unida (IU) en la Comunidad Valenciana— que representaba en torno al 30 % de la organización, y que se constituyó en partido político el 20 de octubre de 2007, en medio de la crisis en EUPV que enfrentaba al sector mayoritario —formado en torno al Partit Comunista del País Valencià y la coordinadora general Glòria Marcos— con los críticos más cercanos al valencianismo.

## Historia

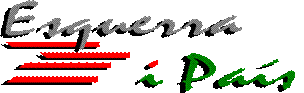
Logo de Esquerra i País.

En un principio, Esquerra i País apoyó a Gaspar Llamazares como coordinador general de Izquierda Unida y candidato a la presidencia del Gobierno para las elecciones generales de 2008. Sin embargo, tras el convulso proceso de confección de candidaturas de EUPV, en los que la dirección federal de Izquierda Unida decidió finalmente validar las candidaturas confeccionadas y aprobadas en la asamblea de EUPV por el sector mayoritario, ignorando las primarias que habían sido ganadas por los candidatos de Iniciativa (boicoteadas por el otro sector), Iniciativa decidió (el 22 de enero de 2008) concurrir a las elecciones sin formar parte de la candidatura de EUPV, en coalición con el Bloc Nacionalista Valencià y Els Verds-Esquerra Ecologista (Bloc-Iniciativa-Verds). Paralelamente, Isaura Navarro (diputada de EUPV-IU en las Cortes Generales por Valencia en la legislatura 2004-2008) anunció su abandono de EUPV, encabezando en Valencia la candidatura de Iniciativa. El 27 de enero, la corriente minoritaria Projecte Obert, encabezada por el excoordinador de EUPV y exsecretario del PCPV Joan Ribó, anunció su abandono de EUPV y su apoyo a Isaura Navarro, ingresando algunos de sus miembros en Iniciativa.

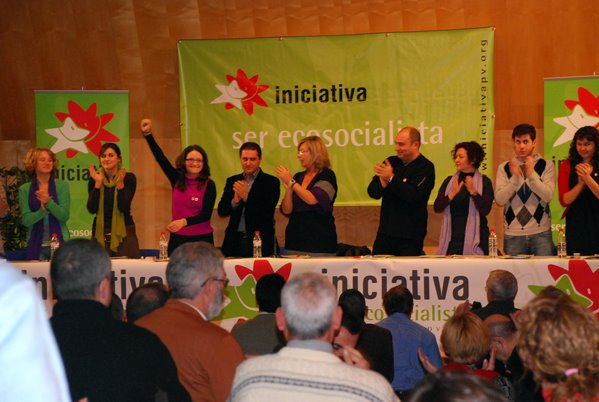
Primer congreso de IdPV (29 de noviembre de 2008).

Para su fundación, IdPV tenía 2 diputados en las Cortes Valencianas, elegidas en las elecciones autonómicas de 2007: Mònica Oltra y Mireia Mollà, elegidas ambas en la candidatura Compromís pel País Valencià. 
IdPV e Iniciativa per Catalunya formalizaron su alianza durante la campaña de las elecciones generales de 2008, comprometiéndose a integrarse en un mismo grupo parlamentario en el caso de que IdPV consiguiera un escaño. En dichas elecciones, el objetivo de Bloc-Iniciativa-Verds era revalidar el escaño que Isaura Navarro había conseguido en las anteriores elecciones. Sin embargo, los resultados estuvieron muy por debajo de las expectativas, puesto que la coalición obtuvo 29 679 votos (1,09 % en la Comunidad Valenciana), sin conseguir escaño ni sobrepasar a EUPV (que obtuvo 74 015 votos, 2,71 %), obteniendo resultados incluso inferiores a los conseguidos en las anteriores legislativas por el BLOC en coalición con Esquerra Verda (40 759 votos, 1,53 %).
En las elecciones europeas de junio de 2009, a pesar de los rumores que apuntaban a su integración en una coalición liderada por Esquerra Republicana de Catalunya y Aralar, IPV anunció su apoyo a Iniciativa per Catalunya Verds y a su candidato Raül Romeva, incluso si la política de alianzas de ICV les llevaba a concurrir en coalición con Izquierda Unida.
En 2010 se integraron en Espacio Plural, una iniciativa política liderada por Iniciativa per Catalunya Verds, la cual, sin embargo, careció de continuidad.
Para las elecciones autonómicas y municipales de 2011, BLOC e Iniciativa revalidaron su apuesta por la Coalició Compromís, que logró muy buenos resultados obteniendo representación en las Cortes Valencianas y los principales ayuntamientos de la comunidad: 175 087 votos, seis diputados y el 7 % de las papeletas.
Además se presentó dentro de muchas candidaturas locales bajo la denominación Coalició Compromís, siempre junto al BLOC. En las localidades que presentaron por separado normalmente el BLOC obtenía representación y IdPV no. Las localidades donde IdPV obtuvo representación en solitario incluyen Puzol, El Campello y Villarreal, poblaciones todas en las que el BLOC también obtuvo representación.

### 2012: Fortalecimiento de Compromís como coalición permanente
En el tercer congreso de IdPV, celebrado el 31 de marzo de 2012, se eligió a Mònica Oltra y Paco García como coportavoces. También se aprobó, con un 91 % de votos favorables, el fortalecimiento de Compromís, mediante la creación de una dirección propia en la que estarán representados los partidos integrantes así como independientes.
En julio de 2012, Compromís se dotó de una ejecutiva de 21 miembros encabezada por Enric Morera, del BLOC, y Mònica Oltra, de IdPV, como coportavoces. En la Ejecutiva Nacional de Compromís hay cinco miembros de Iniciativa, además de uno de Joves amb Iniciativa, sus juventudes.

## Ideario
De acuerdo con uno de sus dirigentes, Pasqual Mollà, Iniciativa del Poble Valencià es un partido «ecosocialista y valencianista». Según la resolución de su congreso fundacional, es «una alternativa política a la izquierda de la socialdemocracia clásica». Desde su creación, sus portavoces son Paco García, concejal en Liria y Mònica Oltra, portavoz adjunta del grupo parlamentario Compromís en las Cortes Valencianas y coportavoz de Compromís.
IdPV recibió asimismo el apoyo de Iniciativa per Catalunya Verds-Esquerra Verda.
Iniciativa del Poble Valencià no rechaza los acuerdos electorales con fuerzas estatales.

## Relación con Equo
El 4 de junio de 2011 tuvo lugar un encuentro organizado por el Proyecto Equo en el que participó IdPV junto a una treintena de organizaciones políticas verdes y progresistas de todo el país con el objetivo de confluir para la puesta en marcha de un proyecto político estatal que concurriese a las próximas elecciones generales.
Antes de que se celebrase el encuentro, la propia Mònica Oltra, en nombre de Compromís, manifestó su apoyo al Proyecto Equo, si bien aclaró que la coalición valencianista no iba a renunciar ni a su marca ni a su proyecto en tierras valencianas. También declaró que no sería deseable que dos candidaturas afines (Compromís y Equo) se presentaran por separado en la Comunidad Valenciana para las elecciones. Después de estos movimientos, las asambleas de Equo en la Comunidad Valenciana se sumaron a la coalición Compromís para las elecciones generales de España de 2011.
En junio de 2012, la asamblea de Equo en la Comunidad Valenciana aprobó una propuesta para la confluencia de Iniciativa del Poble Valencià, EV-EE (el otro partido valenciano firmante del manifiesto fundacional de Equo) y EQUO en una misma organización en la Comunidad Valenciana relacionada "con EQUO a nivel estatal desde la plena soberanía organizativa, funcional y política, desde la valencianidad del proyecto como instrumento político propio", y comprometiéndose al fortalecimiento de la coalición Compromís.
El primer congreso de Equo se llevó a cabo los días 7 y 8 de julio de 2012 en Madrid. En él, un miembro de Iniciativa, Pasqual Mollà, fue elegido miembro de la Comisión Federal de Equo.